# Why Don't We Do It in the Road?
Vous lisez un « bon article » labellisé en 2012.
Pistes de The Beatles
Don't Pass Me By
(14) I Will
(16)
Why Don't We Do It in the Road? est une chanson des Beatles, parue sur leur « « Album blanc » » le 22 novembre 1968. Composée par Paul McCartney, elle est cependant signée Lennon/McCartney, comme toutes les chansons du groupe provenant de l'un ou l'autre. Son origine remonte au séjour des Beatles en Inde : l'auteur de la chanson a expliqué qu'en observant deux singes s'accoupler, il avait été frappé par la simplicité de l'acte chez les animaux, opposée à la vision compliquée qu'en ont les humains. La chanson est rapidement enregistrée les 9 et 10 octobre 1968. Son auteur y joue de tous les instruments à l'exception de la batterie, jouée par Ringo Starr.
Les paroles de la chanson sont simples et directes, à l'image du message que souhaite faire passer McCartney. Elles reflètent également le retour aux sources opéré par les Beatles sur l'« Album blanc » après les innovations psychédéliques de Sgt. Pepper et Magical Mystery Tour, la musique de cette chanson étant directement et très clairement inspirée du Rythm and Blues, revient également sur les bases fondatrices du Rock. Avec les titres Helter Skelter et Back in the U.S.S.R., Why Don't We Do It in the Road? permet également à McCartney de démontrer sa versatilité et de trancher avec son image d'auteur de ballades comme Yesterday. Le phénomène inverse se produit avec Lennon, généralement considéré comme le « rocker » du groupe, mais qui écrit pour l'« Album blanc » des chansons délicates comme Julia et Good Night.

## Historique

### Composition

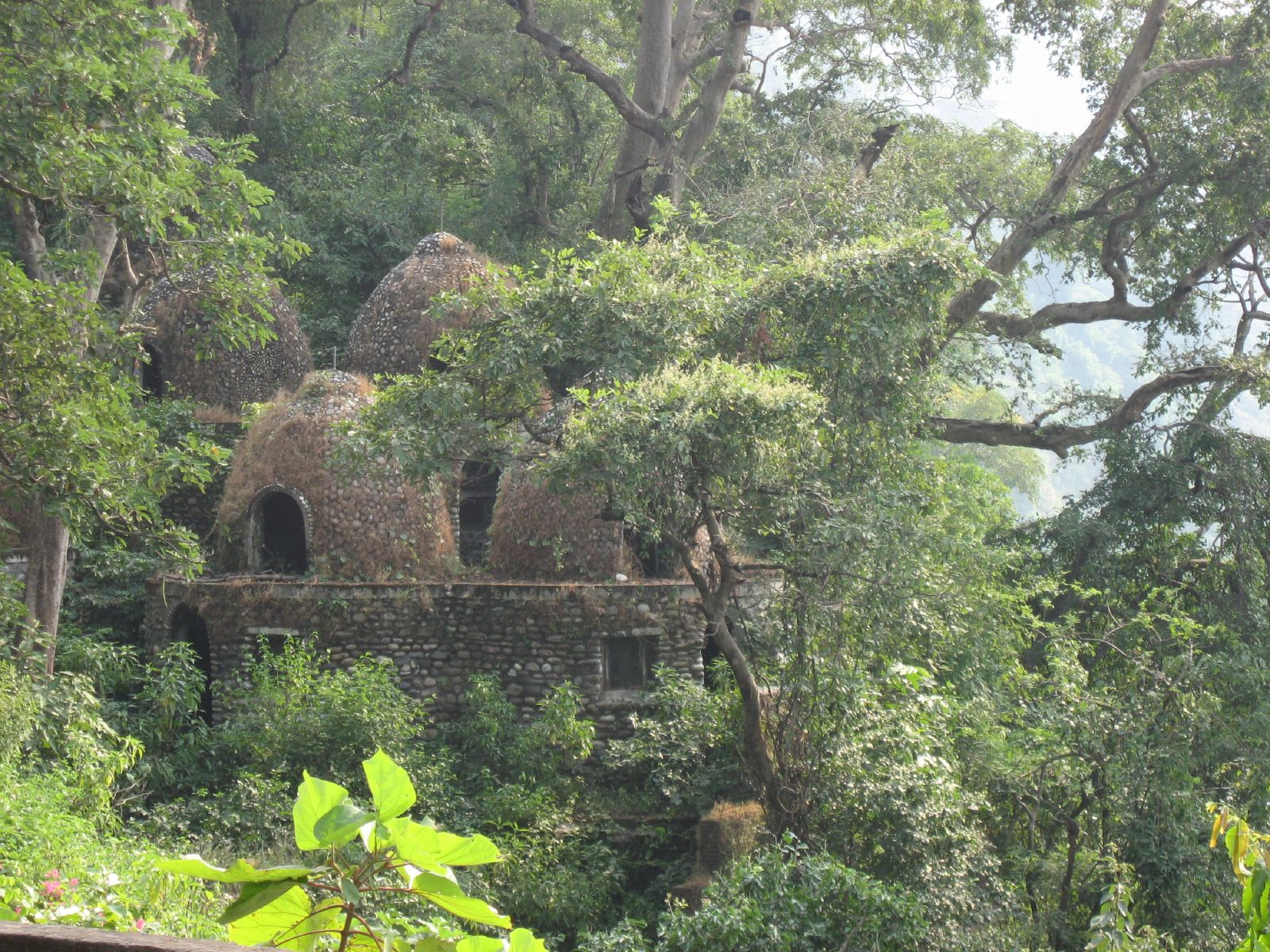
C'est dans l'âshram du Maharishi Mahesh Yogi à Rishikesh que les Beatles se retirent entre février et avril 1968 et composent un grand nombre de chansons.

Au début de l'année 1968, les Beatles prennent des vacances à Rishikesh, en Inde, pour y recevoir l'enseignement de la Méditation transcendantale par son concepteur, le Maharishi Mahesh Yogi. Ce voyage est le déclencheur d'une soudaine poussée d'inspiration créatrice : durant ce séjour de trois mois, John Lennon, Paul McCartney et même George Harrison écrivent plus de trente morceaux. Leur nombre est tel qu'un double album est envisagé pour les accueillir,. Plusieurs chansons composées durant cette période apparaissent plus tard sur Abbey Road et Let It Be, et encore plus tard sur les albums solo de leurs auteurs respectifs dans les années 1970,.
Pendant une séance de méditation sur le toit d'un bungalow à Rishikesh, Paul McCartney explique avoir aperçu au loin un groupe de singes, et parmi eux deux primates qui s'accouplaient. « Le mâle a juste sauté sur le dos de la femelle et « lui en a donné une », comme ils disent dans la langue locale », raconte le musicien. « Et j'ai pensé que merde alors, ça remet les choses en perspective, l'acte de procréation est aussi simple que ça. Il y a une envie, ils la satisfont, et c'est fini. Et c'est simple comme ça. Nous avons des problèmes épouvantables avec ça, et pourtant les animaux n'en ont pas. Why Don't We Do It in the Road? peut s'appliquer à quand on baise ou on chie, pour dire ça crûment. Pourquoi on ne le fait pas dans la rue ? La réponse est que nous sommes civilisés et que nous ne le sommes pas. »

### Enregistrement

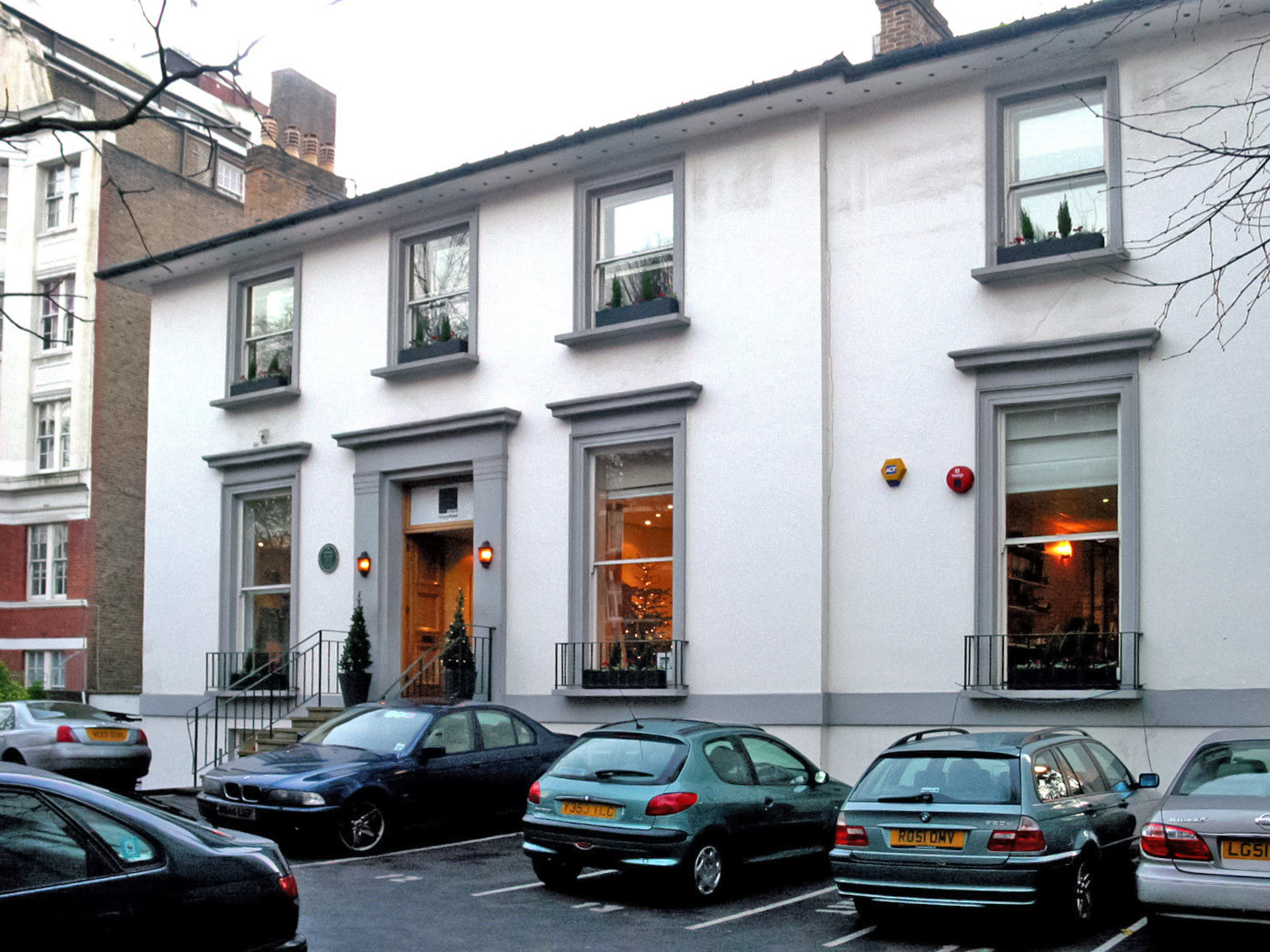
Les trois studios d'EMI à Abbey Road sont utilisés intensivement par les Beatles durant les sessions finales pour l'« Album blanc », en octobre 1968.

À vingt jours de la fin des sessions allouées à l'enregistrement du double album, baptisé simplement The Beatles, les studios EMI situés sur Abbey Road sont constamment occupés par les Beatles, qui accaparent souvent plus d'un studio à la fois. Le 9 octobre 1968, dans le studio no 2, John Lennon (qui fête son 28e anniversaire), George Harrison, Paul McCartney, le producteur George Martin et les ingénieurs Ken Scott et John Smith s'affairent à peaufiner Long, Long, Long de Harrison et The Continuing Story of Bungalow Bill de Lennon. Cependant, après en avoir fini avec les chœurs sur la première chanson, McCartney quitte ses camarades et se rend au studio no 1 avec un autre ingénieur, Ken Townsend. Les autres continuent à s'affairer au mixage de Bungalow Bill.
Sans perdre de temps, McCartney pose sur la bande une version embryonnaire de Why Don't We Do It in the Road?. Les quatre premières prises ne comportent que sa voix et sa guitare acoustique. Malgré une composition somme toute simpliste, le musicien cherche apparemment à peaufiner encore sa création durant l'enregistrement. Il indique à Townsend : « Je veux faire un couplet calme, un couplet fort, c'est vraiment ça. » La prise 4, disponible sur l'album Anthology 3, présente Paul à la guitare et chantant d'une voix tantôt doucereuse, tantôt rauque et hurlante, alternant si aisément qu'on pourrait croire qu'il s'agit de deux personnes différentes. À la fin de la prise, il demande l'avis de l'ingénieur du son quant aux choix à opérer. Finalement, McCartney décide de chanter tout au long du morceau avec sa voix rocailleuse, et ajoute une piste de piano.
Le lendemain, le 10 octobre, même scénario : Lennon et Harrison supervisent l'ajout d'instruments à cordes aux chansons Glass Onion et Piggies dans le studio no 2, pendant que McCartney et Townsend investissent cette fois le studio no 3 avec Ringo Starr,. Le travail reprend où il s'était arrêté la veille, à la cinquième prise. Les deux Beatles créent alors l'introduction de percussions de la chanson : Starr couche sur bande la batterie, accompagné par McCartney qui tape dans ses mains, ainsi que sur le dos de sa guitare. Paul ajoute une nouvelle piste de voix et de basse, occupant ainsi tout l'espace disponible du magnétophone à quatre pistes. Le procédé de reduction mixdown est alors appliqué : les pistes une et quatre sont mixées ensemble pour former la nouvelle piste de base d'une « sixième prise » artificielle. La piste laissée vacante par ce procédé est remplie par une douce partie de guitare électrique, toujours assurée par McCartney. Le tout est bouclé et prêt pour le mixage, qui a lieu lors des intenses sessions des 16 et 17 octobre.
John Lennon semble avoir considéré la chanson comme l'une des meilleures de son partenaire ; c'est du moins ainsi qu'il la décrit dans un entretien en 1972. Cependant, la décision de McCartney d'enregistrer sans lui, ou même de chanter une chanson qui correspond bien à son style le froisse passablement, à l'image de Oh! Darling l'année suivante. En une autre occasion, en 1980, il explique : « [Paul] l'a même enregistré tout seul dans un autre studio. C'est comme ça que ça se passait à l'époque. On arrivait, et il avait déjà fait tout le disque, la batterie, le piano, le chant. […] J'ai bien aimé le morceau. En tout cas, je ne peux pas parler pour George [Harrison], mais ça me faisait toujours mal quand Paul faisait quelque chose sans nous impliquer. Mais à l'époque, c'était comme ça. » À sa décharge, Paul McCartney réplique plus tard en évoquant les œuvres de Lennon que ce dernier a créées durant ces années en solo, ou du moins sans y impliquer Paul, telles que Julia et Revolution 9 : « Cet enregistrement en solo de Why Don't We Do It n'était pas délibéré. John et George étaient occupés à finir un truc, et Ringo et moi étions libres. […] De toutes façons, il a agi exactement de la même façon avec Revolution 9. Il a fait ça dans son coin, sans moi. Mais personne n'en parle jamais. John est toujours le mec sympa, et moi je suis le salaud. Tout le monde répète ça tout le temps. »

### Parution et reprises
Why Don't We Do It in the Road? paraît sur l'album The Beatles, depuis surnommé « l'« Album blanc » », le 22 novembre 1968 au Royaume-Uni, et trois jours plus tard aux États-Unis. Contrairement aux albums précédents, la version américaine ne paraît qu'en stéréo, selon la nouvelle norme que les Britanniques ne tarderont pas à adopter. La version monophonique anglaise de l'album est donc la dernière publication des Beatles à avoir un mixage spécialement préparé pour les appareils en mono ; les versions mono des albums ultérieurs du groupe sont issues de la simple réduction à un seul canal de la version stéréo.
À sa sortie, l'album connaît un énorme succès commercial. Il entre le 7 décembre dans les classements britanniques en occupant tout de suite la première place, et y reste pendant sept semaines. Aux États-Unis, c'est neuf semaines durant qu'il caracole en tête des classements, du 28 décembre 1968 au 8 mars 1969. Le 8 février, il est détrôné l'espace d'une semaine par la bande originale d'une émission spéciale des Supremes et des Temptations, mais la dépasse à nouveau ensuite.
Cette chanson mineure a fait l'objet de très peu de reprises par rapport à d'autres titres des Beatles. Seulement une douzaine de reprises sont répertoriées en plus de quarante ans. La plus notable est peut-être celle de Phish, issue d'un concert donné le 31 octobre 1994 durant lequel le groupe reprend l'intégralité de l'« Album blanc ». Un enregistrement de ce concert est paru en 2002 sous le titre Live Phish Volume 13. La version de Paul McCartney, pendant le festival Desert Trip le 15 octobre 2016, en duo avec Neil Young est également mémorable (ce dernier y cassera même quelques-unes de ses cordes).

## Analyse musicale

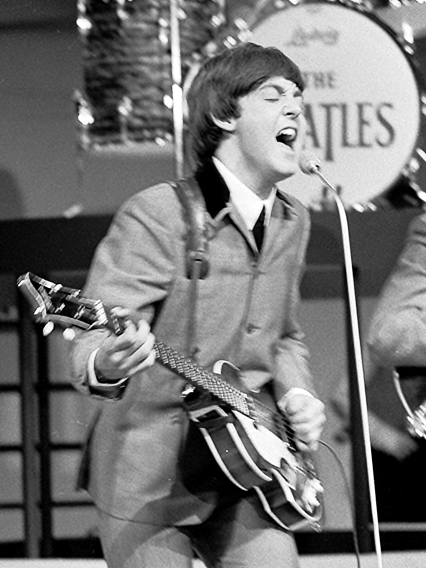
Avec Why Don't We Do It in the Road?, Paul McCartney s'éloigne de sa réputation de sentimental en enregistrant un rock abrasif et osé.

Comme le fait remarquer le biographe Steve Turner, Paul McCartney démontre par ce morceau rock aux vocalises rauques qu'il ne peut être cantonné au statut de compositeur de ballades comme Yesterday ou Michelle, et que John Lennon n'est pas le seul « rocker » du groupe, lui qui est d'ailleurs à l'origine du sentimental Good Night qui clôture l'« Album blanc ». McCartney se montre d'ailleurs prolifique sur cet album avec des morceaux de facture plus crue et parfois même sauvage, tels que Helter Skelter ou même Back in the U.S.S.R.. Selon le biographe François Plassat, « cette double confusion illustre parfaitement la teneur [du débat] opposant systématiquement l'image de « Lennon le dur » à celle de « Paul le tendre ». L'« Album blanc » confirme que cette tarte à la crème n'est qu'une caricature simpliste : Paul y produit certains de ses rocks les plus torrides tandis que John y formule avec Julia sa ballade la plus fragile. »
La chanson démarre avec Paul McCartney qui marque la mesure en 4/4 et le tempo rapide en tapant au dos de sa guitare acoustique. La batterie embarque avec une entrée sur la caisse claire, mais s'arrête brusquement pour laisser place à une série de claquements de mains (absents sur la version mono de l'album). La caisse claire reprend ses droits et annonce le vrai début de la chanson, qui démarre avec le chant à la septième mesure. S'ensuit la seule section de la chanson, que l'on peut qualifier de refrain, répétée trois fois en tout. Ses seules paroles sont une répétition du vers « Why don't we do it in the road? » (« Pourquoi ne pas le faire dans la rue ? ») ponctuée par un « No one will be watching us » (« Personne ne nous regardera ») loin d'être ambigu, mais racheté, selon le musicologue Alan Pollack, par son ton mignon et moqueur.
Musicalement, le refrain suit la structure et la progression d'un classique blues en douze mesures en ré majeur (ré–sol–ré–la–sol–ré). Ringo Starr assure une rythmique extrêmement simple et précise sur la caisse claire et la grosse caisse, tandis que McCartney plaque ses accords au piano sans fioritures. La guitare électrique offre de doux ornements dans les aigus contrastant avec la performance vocale abrasive de son auteur. Pollack note que la prise de son pour la voix de McCartney est extrêmement forte et resserrée, produisant un effet de distorsion. La basse suit le piano, se contentant la plupart du temps de faire vrombir lourdement la note fondamentale des accords de la chanson. Sur la troisième répétition du refrain, toutefois, alors que le bassiste s'en donne à cœur joie avec falsetto et hurlements, la ligne de basse bondit et se développe à la façon caractéristique du jeu de McCartney. Le tout s'achève sur un dernier « Why don't we do it in the road? » et un vigoureux coup de cymbale crash, après seulement une minute et quarante secondes.

## Fiche technique

### Interprètes
- Paul McCartney : chant, guitare acoustique, guitare électrique, basse, piano
- Ringo Starr : batterie
- Ken Townsend : ingénieur du son

En dépit de son absence durant l'enregistrement de cette chanson, George Martin est crédité comme producteur de tout l'album.